# 6189-es busz
A 6189-es jelzésű autóbusz helyközi autóbuszjárat volt Vése és Sávoly között, melyet a Volánbusz Zrt. üzemeltetett.
Vése és Sávoly között az útvonal hossza 28,7 km, menetidő 18 - 40 perc volt útvonaltól függően.
Három járatot tartalmazott a menetrendi mező. 
Iskolai előadási napokon Vése és Szőcsénypuszta valamint Sávoly és Vése között egy-egy járat, a hetek utolsó iskolai előadási napján Szőcsénypuszta és Nemesdéd között egy járat szállította az utasokat.
A 2024. december 15-ei menetrendváltással a Volánbusz megszüntette az autóbuszvonalat.

## Megállóhelyei
| 0 | Vése, Varászlói elágazás végállomás   | 15 |   | 1503, 1562, 1641 5972, 6130, 6185, 6429 |
| 1 | Nemesdéd, községháza                  | 14 |   | 5972, 6130, 6185                        |
| 2 | Nemesdéd, Forduló végállomás          | 13 | 7 | 5972, 6130, 6185, 6186, 6421            |
| 3 | Nemesvid, Alsó                        | 12 | 6 | 6186                                    |
| 4 | Nemesvid, autóbusz-váróterem          | 11 | 5 | 6186                                    |
| 5 | Nemesvid, Hunyadi utca                | 10 | 4 | 6186                                    |
| 6 | Nemesvid (Kisvid), Autóbusz-váróterem | 9  | 3 | 6186                                    |
| 7 | Somogyzsitfa, Támosmajor              | 8  | 2 | 5974, 6185, 6186                        |
| 8 | Szőcsénypuszta, Művelődési otthon     | 7  | 1 | 5974, 6184, 6185, 6186                  |
| 9 | Szőcsénypuszta, Iskola végállomás     | 6  | 0 | 5974, 6184, 6186, 6188                  |
|   | Somogyzsitfa, Csákányi elágazás       | 5  |   | 5974, 6184, 6188                        |
|   | Somogyzsitfa, Harangláb               | 4  |   | 5974, 6184, 6188                        |
|   | Somogyzsitfa, Autóbusz-váróterem      | 3  |   | 5974, 6184, 6188                        |
|   | Somogysámson, Alsó                    | 2  |   | 5974, 6184, 6188                        |
|   | Somogysámson, Autóbusz-váróterem      | 1  |   | 5974, 6184, 6188                        |
|   | Sávoly, Iskola végállomás             | 0  |   | 6166, 6184, 6188, 6191, 6193            |